# Emer Cooke
Emer Cooke (* 9. April 1961) ist eine irische Pharmazeutin, die seit dem 16. November 2020 Direktorin der Europäischen Arzneimittel-Agentur (EMA) in Amsterdam ist.

## Leben
Cooke studierte am Trinity College in Dublin Pharmazie und Betriebswirtschaft. Nach dem Abschluss ihres Master-Studiums war sie von 1985 bis 1988 in verschiedenen Positionen in der irischen Pharmaindustrie tätig, bevor sie 1988 als pharmazeutische Gutachterin zur irischen Arzneimittelregulierungsbehörde wechselte. 1991 übernahm sie die Funktion als Managerin für wissenschaftliche und regulatorische Angelegenheiten bei der EFPIA, dem europäischen Verband der pharmazeutischen Industrie in Brüssel. Danach wechselte sie zur EU-Kommission, wo sie von 1998 bis 2002 vier Jahre lang die pharmazeutische Abteilung leitete. Von dort wechselte sie zur EMA, wo sie bis 2016 zunächst noch am Sitz in London als Inspektionsleiterin und Leiterin für internationale Angelegenheiten tätig war.
2016 wurde sie zur Direktorin der Abteilung für Regulierung und Präqualifikation der Weltgesundheitsorganisation (WHO) in Genf berufen. Dort zählte zu ihren Aufgaben die Zusammenarbeit der Mitgliedstaaten und internationaler Partner für die Sicherstellung von Qualität, Sicherheit und Wirksamkeit von Gesundheitstechnologien zu gewährleisten.
Seit dem 16. November 2020 ist Emer Cooke die Direktorin der Europäischen Arzneimittel-Agentur in Amsterdam. Sie ist die erste Frau, die dieses Amt bekleidet. Seit dem Tag ist sie ebenfalls Vorsitzende der Internationalen Koalition der Arzneimittelbehörden ICMRA, wo sie Guido Rasi ablöste.